# Jekaterina Makarova
Jekaterina Valerjevna Makarova (rus. Екатерина Валерьевна Макарова, Moskva, 7. lipnja 1988.) umirovljena je ruska tenisačica.

## Životopis
Jekaterina Makarova rođena je i odrasla u Moskvi. Trenira tenis od šeste godine. Profesionalnu je karijeru započela 2004. godine. Prvi je WTA turnir osvojila u lipnju 2010. u engleskom Eastbourneu. Za Fed Cup reprezentaciju Rusije nastupa od 2008. godine.
Najbolji rezultat na Grand Slam turnirima ostvarila je četvrtfinalima Australian Opena 2012. (u osmini finala izbacila je Serenu Williams) i 2013. godine, a oba je puta poražena od sunarodnjakinje Marije Šarapove. U paru s Jelenom Vesninom 2013. je osvojila Roland Garros.
Trenira ju Jevgenija Manjukova, također bivša tenisačica.

## Stil igre
Makarova je ljevoruka igračica osnovne crte. Omiljene su joj tvrda i travnata podloga.

## Osvojeni turniri

### Pojedinačno (1 WTA)
| Br. | Datum            | Turnir     | Suparnica u finalu | Rezultat    |
| 1.  | 19. lipnja 2010. | Eastbourne | Viktorija Azarenka | 7:6(5), 6:4 |

## Rezultati na Grand Slam turnirima
| Grand Slam      | 2007. | 2008. | 2009. | 2010. | 2011. | 2012. | 2013. |
| --------------- | ----- | ----- | ----- | ----- | ----- | ----- | ----- |
| Australian Open | -     | 3k    | 2k    | 3k    | 4k    | 1/4F  | 1/4F  |
| Roland Garros   | -     | 2k    | 1k    | 1k    | 4k    | 1k    | 1k    |
| Wimbledon       | -     | 1k    | 2k    | 2k    | 1k    | 2k    |       |
| US Open         | 3k    | 3k    | 1k    | 1k    | 1k    | 3k    |       |

## Plasman na WTA ljestvici na kraju sezone
| 2007. | 2008. | 2009. | 2010. | 2011. | 2012. | 2013. |
| ----- | ----- | ----- | ----- | ----- | ----- | ----- |
| 108.  | 48.   | 60.   | 50.   | 52.   | 20.   |       |

## Vanjske poveznice
- Profil na stranici WTA Toura (engl.)